# Kościół św. Michała Archanioła w Żeleźnikowej Wielkiej
Kościół św. Michała Archanioła – zabytkowy rzymskokatolicki kościół, znajdujący się w Żeleźnikowej Wielkiej, w gminie Nawojowa, w powiecie nowosądeckim, w województwie małopolskim. Kościół oraz cmentarz zostały wpisane do rejestru zabytków nieruchomych województwa małopolskiego.

## Historia
Poprzedni drewniany kościół rozebrano w 1910 roku. Nowy kościół murowany został wybudowany w latach 1913–1921, według projektu Jana Sas-Zubrzyckiego z 1910 roku. Świątynię poświęcił biskup Leon Wałęga 16 lipca 1921 roku. 

## Architektura
Budynek wybudowano w stylu neogotyckim z elementami stylu zakopiańskiego. Wymurowany jest z cegły i kamienia, bazylikowy, trójnawowy z transeptem. Przy ścianach bocznych transeptu znajdują się przybudówki. Prezbiterium węższe od korpusu zamknięte jest trójbocznie. Pod wieżą w fasadzie znajduje się kruchta i dwa aneksy ze schodami. Nawa główna posiada dwa przęsła, prezbiterium i transept jedno przęsło. Po lewej stronie prezbiterium znajduje się zakrystia, po prawej skarbiec i siedziba bractwa. W skrzyżowaniu zastosowano sklepienie gwiaździste oparte na konstrukcji sklepienia piastowskiego. W pozostałych częściach budynku występują sklepienia krzyżowe. Prezbiterium, transept i nawa nakryte są dachami dwuspadowymi, kaplica, zakrystia i aneksy przy wieży dachami wielospadowymi. Nawy boczne nakryte są dachami pulpitowymi.
Styl zakopiański widoczny jest w zwieńczeniu kwadratowej wieży z trójkątnym szczytem i motywem podhalańskiego słonecznika oraz okucia w bramie. W trakcie budowy nastąpiły odstępstwa od zatwierdzonego projektu. Zrezygnowano z kamiennej wysokiej podmurówki oraz wnęk w szczytach transeptu, zredukowano kształt delikatnej sygnaturki znajdującej się nad skrzyżowaniem naw.

W portalu głównym znajduje się mozaika z przedstawieniem św. Michała Archanioła, wykonana w 1958 roku.

## Wystrój i wyposażenie
- Gotycki obraz tablicowy Matki Bożej z Dzieciątkiem w towarzystwie św. Michała Archanioła i św. Jana Ewangelisty w typie Sacra Conversazione z 1456 roku[6]. Obraz był umieszczony w środku tryptyku[8];
- kropielnica kamienna z XV-XVI wieku[2];
- dwa dzwony: jeden gotycki z około 1564 roku, drugi z 1949 roku wykonany w odlewni dzwonów Jana Felczyńskiego w Przemyślu[7];
- dwa ołtarze boczne z przełomu XVIII/XIX wieku[2];
- chrzcielnica kamienna z 1921 roku[2];
- ołtarz główny neobarokowy z 1921 roku[2];
- organy 10-głosowe, przeniesione z poprzedniego kościoła, w 1929 roku rozbudowane o cztery głosy przez Bartłomieja Ziemiańskiego ze Szczyrzyca[7];
- witraże figuralne wykonane po 1931 roku w Zakładzie Witraży Stanisława Gabriela Żeleńskiego w Krakowie[2];
- polichromia  figuralna i ornamentalna z 1957 roku autorstwa Pawła Mitka z Krakowa[2].